# Самсонов, Александр Владимирович
Александр Владимирович Самсонов (род. 28 августа 1961 года) — геолог. Специалист в области петрологии, геологии и тектоники докембрия Арктического региона. Член-корреспондент РАН. Доктор геолого-минералогических наук.

## Биография
С 1978 по 1983 год обучался в Московском геолого-разведочном институте по специальности поиски и съёмка.
С 1983 года работает в лаборатории петрографии ИГЕМ РАН, где прошёл путь от младшего научного сотрудника до заведующего лаборатории Петрографии.
В 1995 году защитил кандидатскую диссертацию на тему «Петрология и геохронология архейских кислых пород гнейс-зеленокаменной области Среднего Приднепровья, Украинский щит» по специальности «петрография, вулканология».
В 2005 году защитил докторскую диссертацию «Эволюция магматизма гранит-зеленокаменных областей Восточно-Европейского кратона».
С 22 декабря 2011 года член-корреспондент РАН по Отделению наук о земле..

## Награды
- Благодарность Президента Российской Федерации (5 февраля 2024 года) — за заслуги в развитии отечественной науки, многолетнюю плодотворную деятельность и в связи с 300-летием со дня основания Российской академии наук[3].